# إغوانة الصخور
إغوانة الصخور (الاسم العلمي: Cyclura)، جنس سحالي من فصيلة الإغوانية. أعطانها في جزر الهند الغربية.